# برام استوکر

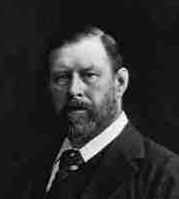
برام استوکر

برام استوکر (زادهٔ ۸ نوامبر ۱۸۴۷ – درگذشتهٔ ۲۰ آوریل ۱۹۱۲) (به انگلیسی: Bram Stoker) نویسندهٔ ایرلندی و خالق رمان دراکولا است برام استوکر را از مهم‌ترین نویسندگان کلاسیک سبک وحشت می‌شمارند.

## زندگی
برام استوکر فرزند سوم خانواده‌ای هفت‌فرزندی بود. تا هفت‌سالگی تقریباً همه مطمئن بودند که به‌دلیل بیماری در سنین کودکی، هرگز قادر به راه رفتن روی پاهای خودش نخواهد بود. این بیماری و نیاز او به کمک دیگران در زندگی، تجربه‌ای عمیق بر افکار او گذاشت که بعدها در آثار ادبی او مشاهده شد. «خواب ابدی» و «رستاخیز مردگان»، که مفاهیم اساسی و کلیدی داستان جاودانهٔ او، دراکولا است، نتیجهٔ مستقیم تجربهٔ اوست، چراکه بیشتر عمر خود را در رختخواب گذراند.
بیماری و درمان ناگهانی او از دید پزشکان چیزی جز یک معجزه نمی‌توانست باشد. بعد از طی‌کردن دوران نقاهت، او تبدیل به انسانی عادی گشت، و حتی بعداً با بازی در تیم فوتبال دانشگاه دوبلین، جایی که در آن به تحصیل تاریخ، ادبیات، ریاضیات و فیزیک در کالج ترینیتی پرداخت، یک قهرمان شد. همچنین او رئیس کالج جامعهٔ فیلسوف نیز بود و اولین نوشتهٔ او با عنوان پیروی از احساسات در نوشتن و جامعه چاپ شد و مأمور رسیدگی کالج جامعهٔ تاریخ نیز بود. او تبدیل به یک عضو مدنی شد که دورهٔ رضایت‌ب‌خشی در زندگی او نبود. به همین دلیل، کار دیگری در نقش یک روزنامه‌نگار و منتقد نمایش‌های درام در روزنامهٔ پُستِ عصر (The Evening Mail) پیدا کرد. علاقهٔ او به تئاتر سبب‌ساز آشنایی و دوستی دیرینه‌ای میان او و هنرپیشهٔ تئاتر، هنری ایروینگ (Henry Irving) شد.
استوکر در ۱۸۷۸ با فلورانس بالکوم (Florence Balcome)، که قبلاً نامزد اسکار وایلد (Oscar Wilde) بود، ازدواج کرد. سپس به‌همراه همسرش ساکن لندن شد و عنوان مدیریت برنامه‌های تئاتر لایسیوم (Lyceum Theater) را برای هنری ایروینگ پذیرفت. او تا ۲۷ سال بعد در همان مقام باقی ماند. همکاری با ایروینگ برای استوکر بسیار مهم بود، چراکه باعث پذیرفته‌شدن او در جامعهٔ سطح بالای لندن شد و او توانست با [جیمز مک نیل ویستلر (ویسلر) (James McNeil Whistler) و سِر آرتور کونن دویل (Sir Arthur Conan Doyle) ملاقات کند. همچنین در دوره‌ای که ایروینگ در حال سفر بود، فرصت پیدا کرد تا در کنار او دور دنیا را بگردد.

## آثار

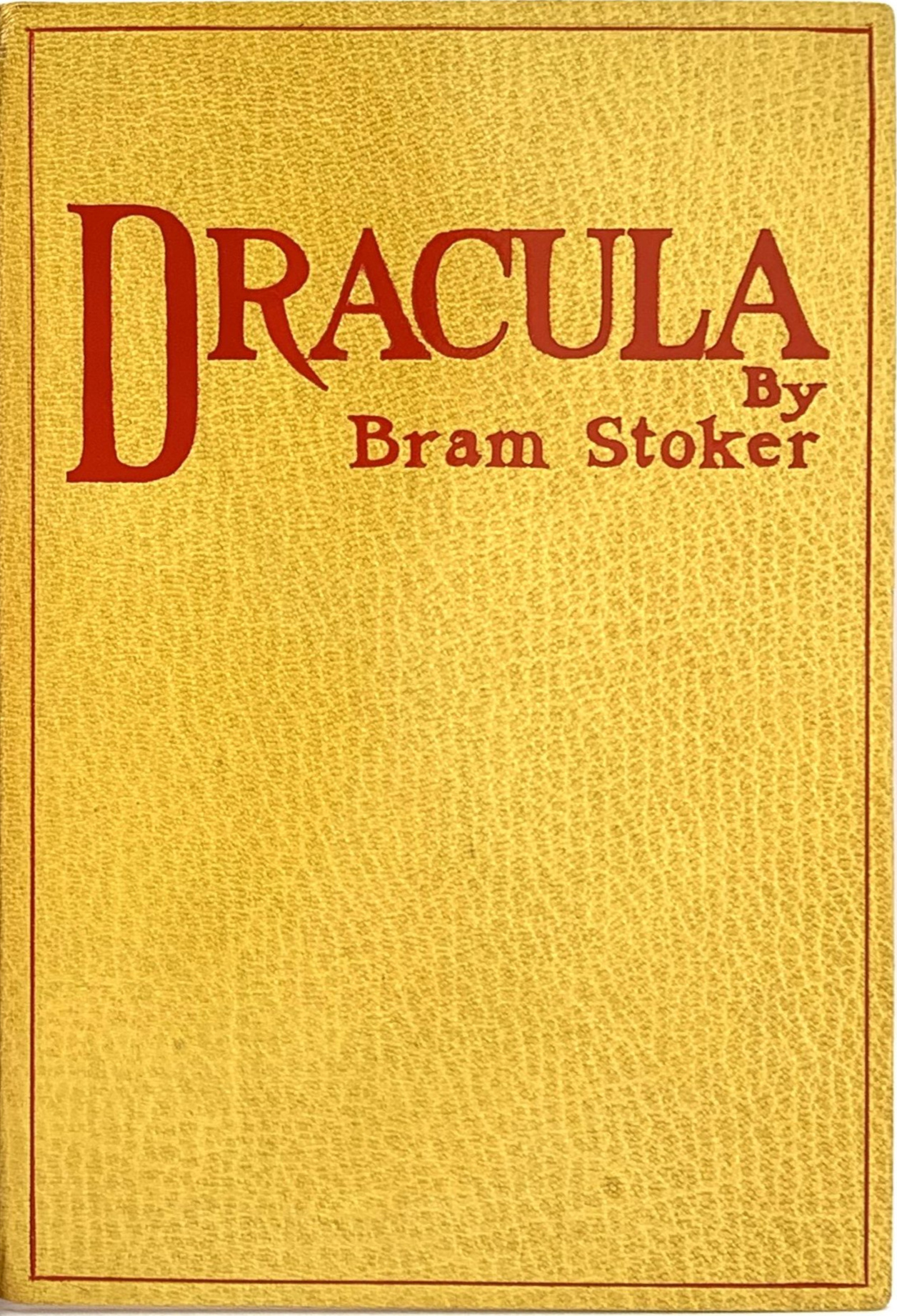
دراکولا، اثر برام استوکر، چاپ اول، ۱۸۹۷

او با نوشتن تعداد زیادی از رمان‌های احساسی و عاطفی، درآمد اضافه‌ای هم برای خود ایجاد کرده بود اما مشهورترین داستان او به‌واسطه حضور شخصیت خون‌آشامی به نام کنت دراکولا (Count Dracula) بر سر زبان‌ها افتاد. برام استوکر در سال ۱۸۹۰ در لندن با آرمینیوس وامبری، شرق‌شناس مجارستانی آشنا گشت و از طریق او با افسانه‌هایی دربارهٔ شاهزادهٔ اهل رومانی، «ولاد سوم دراکولا» آشنا شد. این امر، زمینهٔ نوشتن کتاب داستان دراکولا به قلم برام استوکر گشت که در سال ۱۸۹۷ منتشر شد. قبل از شروع به نگارش این داستان، استوکر هشت سال را صرف تحقیق و بررسی در فرهنگ‌های اروپا و خواندن افسانه‌های مربوط به خون‌آشامان کرده‌بود. دراکولا یک نوشتهٔ رساله‌ای (epistolary novel) است که به‌صورت خاطرات ثبت‌شده، تلگراف‌ها، و نامه‌های ارسال‌شده بین افراد نگاشته شده‌است.
دراکولا پایه و زیربنای بسیاری از فیلم‌ها و نمایش‌های اجراشده‌است. دو نمونه از آنها که بیشترین نزدیکی را با متن مادر و اصلی داشتند، عبارتند از نوسفراتو (Nosferatu) در ۱۹۲۲ و دراکولای برام استوکر در ۱۹۹۲. نوسفراتو زمانی ساخته شد که بیوهٔ استوکر هنوز زنده بود و سازندگان فیلم به‌خاطر قانون حق چاپ، مجبور به تغییر دادن اسامی شخصیت‌ها و مکان‌ها شدند.
استوکر رمان‌های بسیار دیگری هم با عناصر وحشت و اتفاقات ماورای عادی نوشت اما هیچ‌کدام در موفقیت حتی به گرد پای دراکولا هم نرسیدند. سایر نوشته‌های او در این ژانر عبارتند از:
- عبور مار – ۱۸۹۰
- جواهر هفت ستاره – ۱۹۰۳
- آشیانه کرم سفید – ۱۹۱۱
- جاده پامچال – ۱۸۷۵
- واترز مو – ۱۸۹۵
- شانه‌های شاستا – ۱۸۹۵
- دراکولا – ۱۸۹۷
- دوشیزه بتی – ۱۸۹۸
- راز دریا – ۱۹۰۲
- جواهر هفت ستاره – ۱۹۰۳
- مرد (یا دروازه‌های زندگی) – ۱۹۰۵
- لیدی آدلین – ۱۹۰۸
- محصور در برف: ثبتی از مهمانی گشتی تماشایی – ۱۹۰۸
- بانوی کفن – ۱۹۰۹
- آشیانه کرم سفید – ۱۹۱۱

مجموعه داستان‌های کوتاه:
- زیر غروب (۱۸۸۱)، شامل داستان‌های:
- زیر غروب
- شاهزاده رز
- غول نامریی
- سایه ساز
- چطور هفت دیوانه شد
- دروغ‌ها و زنبق‌ها
- قلعه شاه
- کودک شگفت‌انگیز

مهمان دراکولا (۱۹۱۴)، شامل داستان‌های:
- مهمان دراکولا
- خانه قاضی
- پیشگویی کولی
- آینده ابل بهانا
- تدفین موش‌ها
- رؤیای دست‌های قرمز
- ساحل کج
- اسرار رویش طلا

داستان‌های پراکنده:
- عروسی مرده (پایانی دیگر بر جواهر هفت ستاره)
- گنج‌های مدفون
- زنجیر سرنوشت
- فنجان کریستال
- نابودی سرنوشت تولد دوگانه
- سرنوشت فنلا
- مرد رباخوار
- در درهٔ سایه‌ها
- مردی از شوروکس
- افسانه‌های نیمه‌شب
- انسداد قرمز
- پیشگو

بیوگرافی:
- خاطرات شخصی هنری ایروینگ – ۱۹۰۶

غیرداستانی:
- وظایف منشی‌ها در نشست‌های فرعی در ایرلند - ۱۸۷۹
- بارقه‌ای از آمریکا - ۱۸۸۶
- غاصبین مشهور – ۱۹۱۰